# Mangosta menjacrancs
La mangosta menjacrancs (Urva urva) és una de les espècies de mangosta del gènere Urva.

## Descripció
Generalment té un pelatge de color gris, amb una banda blanca que s'estén des de la part inferior de la boca cap a les espatlles. La seva cua és relativament curta i de color més clar, amb l'extrem de color més blanquinós. Les potes del darrere tenen les plantes peludes.
La longitud conjunta del cap i del cos varia entre 45 i 50 cm, i la cua, relativament curta, fa entre 25 i 30 centímetres, i el seu pes varia entre 1,8 i 2,3 quilos.

## Dieta
Malgrat el seu nom, la seva dieta no es basa exclusivament en crancs, sinó que també menja gairebé tot el que pot caçar: peixos, cargols, granotes, rosegadors, ocells, rèptil i insectes. També menja petits mamífers.

## Distribució
Es troba al nord-oest de l'Índia, al Nepal, a Myanmar, al sud de la Xina, i al sud-est asiàtic, a països com el Vietnam, Malàisia, Taiwan, Laos i Tailàndia.

## Comportament
Aquesta espècie és més aquàtica que la majoria de la resta d'espècies de mangosta. Són excel·lents nedadors, que passen gran part del temps a l'aigua o a prop, o en zones de terres humides. És d'hàbits preferentment nocturns i caça al llarg dels llits del rierols cercant sota les pedres i en escletxes de les roques.
La mida de la ventrada és petita, potser dues cries.

## Esperança de vida
El període de vida més llarg registrat és d'uns 12 anys en captivitat.

## Subespècies
- Urva urva annamensis
- Urva urva formosana
- Urva urva sinensis
- Urva urva urva